# Plecoptera holostoma
Plecoptera holostoma là một loài bướm đêm trong họ Erebidae.